# Sissi Cano
Sissi Cano Cabildo (Puebla de Zaragoza, 31 de octubre de 1970) es una profesora hispanomexicana en la Facultad de Filosofía de la Universidad Complutense de Madrid, especialista en ética y filosofía política.

## Biografía
Inició sus estudios en la universidad de su ciudad local, la Benemérita Universidad Autónoma de Puebla, en la que obtuvo un diplomado en Estética Contemporánea en 1993 y la licenciatura en Filosofía en 1995. En 1999 cursó una maestría en Ciencias Políticas en la Facultad de Derecho y Ciencias sociales de esa misma universidad.
En el periodo de 2001 a 2004 fue becaria del Programa de Mejoramiento del Profesorado Universitario de México (PROMEP) para realizar sus estudios de doctorado en la Universidad Complutense de Madrid. En 2004 se doctoró con una tesis dirigida por Juan Manuel Navarro Cordón y titulada Hannah Arendt: condiciones de posibilidad de la participación pública en el departamento de Filosofía del Derecho, Moral y Política II dentro del programa de doctorado de Filosofía Práctica.

### Trayectoria profesional
Entre los años 1992 y 1997 fue profesora contratada de Ética y Filosofía en bachillerato en el Colegio Nacional de Puebla, trabajo que compaginó con el de profesora asociada en materias de Ética, Axiología y Filosofía Política en la Universidad Autónoma de Tlaxcala donde impartió también materias ligadas a la educación entre 1998 y 2000. Tras doctorarse, fue profesora en su alma mater en la asignatura Historia de las Ideas Políticas entre 2005 y 2007.
Se trasladó a España y fue profesora de Ética y Filosofía Política en la UNED donde también ha sido docente de las materias de Antropología Social y Antropología Filosófica. Si bien continuó como tutora de esa misma institución, ingresó en la Universidad Complutense en calidad de profesora asociada en el año 2013. Por otro lado, ha sido la responsable de la asignatura Teorías Éticas Contemporáneas y Conflicto en el seno del máster del profesorado de secundaria. En marzo de 2019, adquirió la condición de profesora ayudante doctora ya que había logrado previamente la acreditación de la ANECA.
A lo largo de su carrera, se ha interesado por ideas como la dignidad, la libertad o la piedad, además de analizar en profundidad la propuesta de Hannah Arendt con relación a conceptos como la banalidad del mal, la idea de lo público o la vinculación entre ética y política.

## Obra
- Criterios Arendtianos Para la Participación Públic. Editorial Académica Española, 2011 - 284 p. ISBN 3846568805, ISBN 9783846568804
- Hannah Arendt: condiciones de posibilidad de la participación pública. Universidad Complutense de Madrid, 2004 - 212 p.
- Hannah Arendt: contingencia y libertad del sujeto político. Centro de Estudios de Política Comparada, 2000 - 53 p. ISBN 9687825235, ISBN 9789687825236
- La concepción necesaria del sujeto en Aristóteles. 1994 - 88 p.

- Elementos mínimos del humanismo. Guillermo Escolar Editor SL, 2022 - 168 p. ISBN 8418981377, ISBN 9788418981371.[5]

### En redes sociales
- Sissi Cano Cabildo en Facebook
- Sissi Cano - Profesora en UNED en LinkedIn (en alemán)

- Datos: Q121763669
- Multimedia: Sissi Cano / Q121763669